# McLean (Virgínia)
McLean é uma região censo-designada e comunidade não incorporada localizada no estado americano da Virgínia, no condado de Fairfax. É o lar de muitos diplomatas, militares, membros do Congresso e altos funcionários do governo, em parte devido à sua proximidade com Washington, D.C., o Pentágono e a Agência Central de Inteligência.

## Geografia
De acordo com o United States Census Bureau, a localidade tem uma área de 64,4 km², dos quais 64,2 km² estão cobertos por terra e 0,23 km² por água.

## Demografia
Segundo o censo nacional de 2010, a sua população é de 48 115 habitantes e sua densidade populacional é de 747 hab/km².

## Marcos históricos
A relação a seguir lista as 3 entradas do Registro Nacional de Lugares Históricos em McLean. O primeiro marco foi designado em 24 de julho de 1973 e o mais recente em 7 de dezembro de 2020.
- Bois Doré
- Salona
- Spring Hill Farm